# イマ・グループ
株式会社イマ・グループ（英: IMA Group Inc.）は、エンターテインメント事業会社を統括する持株会社。

## 略歴
1990年12月、最初のグループ会社となる株式会社バンジハンエースが設立。
1998年2月、有限会社イマ・コーポレーションが設立。設立時はキャラクター雑貨の企画販売を行っていた事業会社だったが、2000年5月にバンジハンエースを子会社化したのち、2001年5月に完全持株会社として株式会社イマ・エンターテイメント設立。
2003年11月、グループ再編を行うに伴い純粋持株会社として株式会社イマ・グループ設立。

## グループ会社
- バンジハンエース
  - 主にバンダイ商品を中心とした、カプセル玩具、自販機の販売・トレーディングカード、トレーディングカードゲーム、ホビー雑貨等の販売・各種イベントでの企画販売。
- ソル・インターナショナル
  - キャラクター雑貨・ホビー及びホビー関連・玩具の流通業・企画販売(一部製造)、小売店業、店舗の運営。
- スタジオディーン
  - アニメ制作会社。2011年4月に傘下入り。
- アルファー
  - 玩具の卸売販売・玩具自販機のリース業、及びそれらに附帯する一切の業務。2015年5月に傘下入り。

過去のグループ会社
- サーファーズパラダイス
  - 1996年5月に開設されたイラストサイト中心の登録型サーチエンジンを2004年10月に法人化させ、傘下に収める。サーチエンジンを軸にエンターテインメント系サイト制作運営や、デジタルコンテンツ・キャラクターグッズ企画制作販売も行っていた[注 1]が、2019年11月に活動終了。会社組織も2020年12月24日に清算。
- イマ・エンターテイメント
  - 前述の通り持株会社として設立されたが、イマ・グループ設立後も数年間は子会社として、トレーディングカードゲームのリーフファイトTCG、ゲーム主題歌をまとめたコンピレーションアルバムシリーズのGWAVE[注 2]や、パソコンゲームソフトなどの企画制作販売も行っていた。